# 日比田調節池
日比田調節池（ひびたちょうせつち）は、埼玉県所沢市日比田にある東川の調節池。

## 概要
洪水を繰り返していた東川の調節池として1996年から農地となっていた場所に整備計画が始動し、2008年に着工、2020年（令和2年）に完成した。容量は130,500㎥。
2019年（令和元年）の東日本台風では、工事中であったが、10万㎥まで貯留し、流域の氾濫を最小限に抑えた。
調節池予定地を排水路の日比田水路が流れていたため、流路を調節池の外側に切り回した。
普段は水はなく、雑草が生い茂っている。

## 管理橋
調節池を一周できるように、越流堤上部に管理橋を架けることとなった。
深谷市の利根川にかかる上武大橋で架け替え工事が行われており、旧橋の1径間を移設した。
周辺の桜並木に合わせて色を桜色に塗り替えた。
移設した径間には太平洋戦争の機銃掃射の痕があり、歴史的価値が高いことから保存の対象に選ばれた。